# Exartema
Exartema is een geslacht van vlinders van de familie bladrollers (Tortricidae), uit de onderfamilie Olethreutinae.

## Soorten
- E. japonicum Walsingham, 1900
- E. pryerana Walsingham, 1900